# 木村清久
木村清久（?—1615年），安土桃山時代至江戶時代初期的武將、大名。豐臣氏家臣。父親是木村吉清。通稱彌一右衛門。別名秀望。吉利支丹，洗禮名是Joan（ジョアン）。

## 生平
生年不詳。在豐臣政權中擔任奏者。天正14年（1586年），與石田三成、增田長盛一同連名，發出敦促上杉景勝上洛的書狀。天正18年（1590年），在小田原征伐時，發出催促伊達政宗參戰的書狀。在奧州仕置後，與父親吉清一同進入奧州，成為蒲生氏鄉的與力，進入葛西氏重臣的居城名生城，不過因為父親的苛政，引發領內的一揆。為了討論對策而前往父親的居城寺池城，此時葛西大崎一揆爆發。一揆在伊達政宗的煽動下大規模爆發，結果木村氏沒能獨力鎮壓一揆，在事後被改易。
後來繼承父親的遺領豐後國1萬4千石而成為大名（一說指在這段時期，受豐臣秀吉下賜偏諱而改名為秀望）。慶長5年（1600年），在關原之戰中，加入攻撃丹後國田邊城，並守備近江國瀨田橋，不過敗走。在戰後被改易。慶長20年（1615年），在大坂夏之陣中進入大坂城，戰死。